# Randulin
Randulins (weibliche Form Randulinas; dt. Schwalben) werden die rätoromanischen Emigranten genannt, die insbesondere aus dem Engadin oft einen grossen Teil ihres Lebens ausserhalb ihrer Heimatorte verbrachten. Das wichtigste Ziel der Auswanderung war das ans Engadin angrenzende Italien, wo zeitweise ein hoher Prozentsatz der gesamten Wohnbevölkerung der Engadiner Dörfer lebte. Der bekannteste Beruf der Randulins war der des Zuckerbäckers oder Konditors. Viele andere waren aber auch als Branntwein- und Milchverkäufer, Schuster oder Messerschleifer tätig.
Durch den prozentmässig gewichtigen Anteil der Emigration und auch der Rückwanderung kam es zu vielfältigen Wechselwirkung in der Kultur, Literatur, Architektur und Kulinarik zwischen den Heimatdörfern der Emigranten und ihren jeweiligen Zieldestinationen.

## Film
- Televisiun Rumantscha: Ün sco ingün – Il famus Cla Famos, Einer wie keiner – Der famose Cla Famos.